# Dirk Wilre
Dirk Wilre (né en 1636 - 27 septembre 1674) est un passeur et marchand d'esclaves néerlandais qui rejoint la Compagnie néerlandaise des Indes occidentales en 1662 et qui gravit rapidement les échelons pour devenir directeur général par intérim de la Côte-de-l'Or néerlandaise en 1662. Il obtient le poste de directeur général à part entière en 1668.

## Biographie
Dirk Wilre est le plus jeune des trois enfants nés de Dirk Dirksz van Wilre, qui est marin et capitaine, et de Trijntjen Hendrix. Comme beaucoup de gens de Graft, y compris certains des parents de Dirk, Dirk commence sa carrière comme contrebandier ou lorrendraaier, naviguant sur la côte de Guinée pour faire le commerce de l'or, du poivre, de l'ivoire et des esclaves. Au cours d'un de ses voyages, il abandonne son navire au Cameroun car il est en mauvais état. Il monte à bord d'un navire de la Compagnie néerlandaise des Indes occidentales à destination d'Elmina. Arrivé dans ce dernier lieu en décembre 1658, il décide de rejoindre la Compagnie néerlandaise des Indes occidentales. 
En 1660, Dirk devient chef marchand ou oppercommies à Fort Nassau près de Moree. Après la mort du directeur général Van Heussen en 1662 d'une fièvre tropicale, il est installé comme gouverneur général par intérim. Il sert jusqu'à ce que l'ancien directeur général Jan Valckenburgh arrive à Elmina en janvier 1663 pour prendre le commandement.
À Elmina, Dirk engendre trois enfants avec Helena Correa, une fille euro-africaine d'un ancien gouverneur de Fort Santo Antonio à Axim auparavant cassare de Jan Valckenburgh. En 1665, Wilre obtient finalement l'autorisation de retourner en Europe. Après son retour, il épouse Maria de Perel à Amsterdam le 3 septembre 1666. À la fin de 1667, Wilre prend le poste de directeur général de la Côte-de-l'Or. Il arrive à Elmina le 20 janvier 1668 pour assumer son deuxième mandat de directeur général. En mai 1674, Wilre est relevé de ses fonctions une fois de plus. Son retour en République néerlandaise s'est cependant avéré un désastre. Après un long voyage de retour, en proie à la maladie et au malheur, le navire sur lequel Wilre est transporté coule près de l'île de Schiermonnikoog le 27 septembre 1674, noyant Dirk Wilre, le marchand Joannes Stockram et le docteur Jacob Aven, parmi beaucoup d'autres.

## Peinture de Pieter de Wit

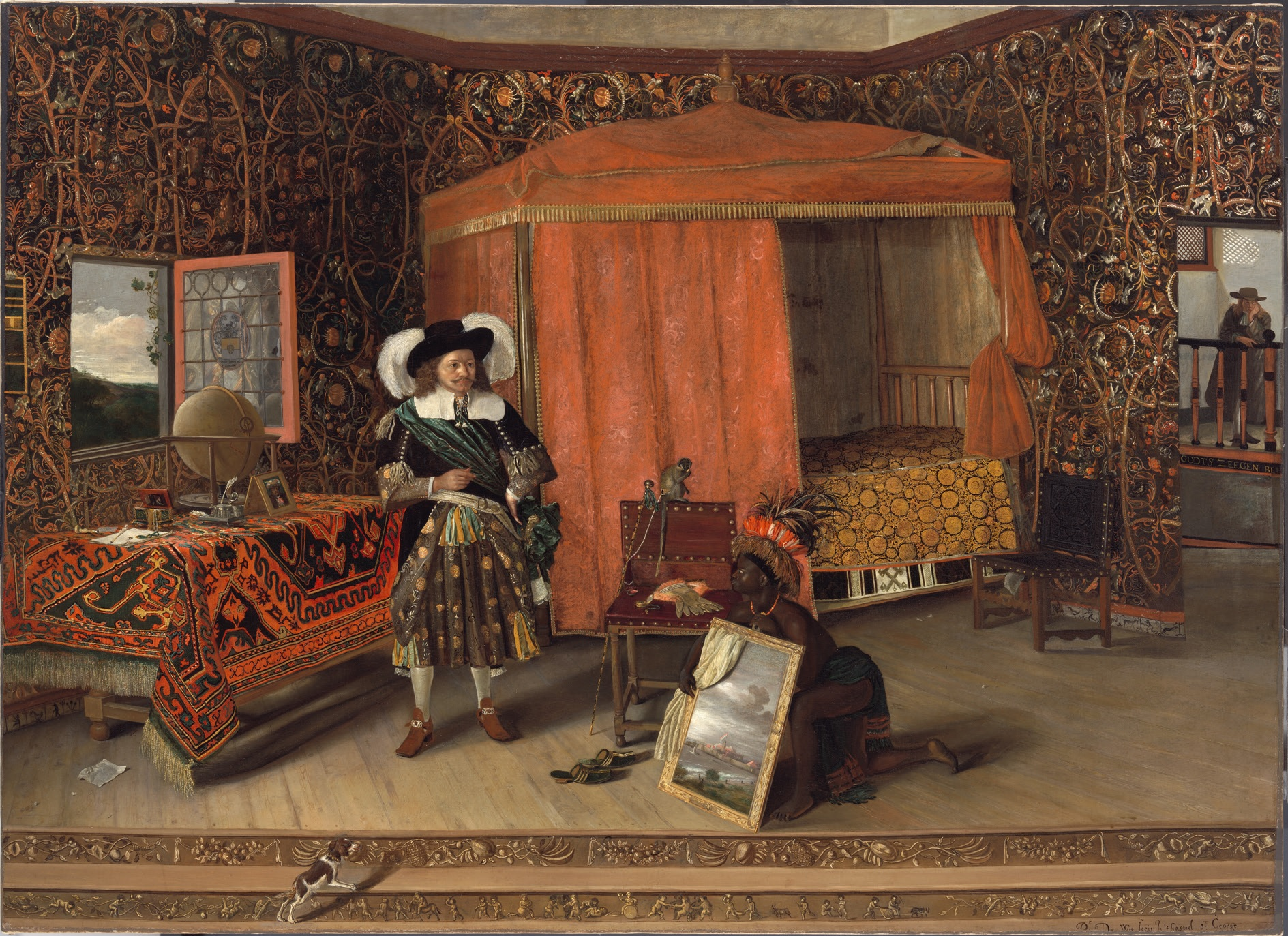
Dirk Wilre à Elmina de Pieter de Wit (1669).

En 1669, pendant son mandat de directeur général, Dirk Wilre est peint par Pieter de Wit, probablement avec Willem Godschalck van Focquenbroch, qui sert à Elmina comme trésorier. Il est probable que le tableau soit commandé par Wilre lui-même comme cadeau pour sa femme Maria de Perel à Amsterdam.